# 假面II
《假面II》，是馬來西亞磐石制作公司制作的侦探推理电视剧，由吴俐璇、庄仲维、吕爱琼、吕志勤、陈子颖、黄启铭领衔主演。此剧为《假面》之续集，原为ntv72018年的重头剧，后來因"7势如虹"时段迁档至八度空间而改至在该台播出。监制为周以勤。

## 播出时间

### 首播
| 频道     | 所在地   | 播放日期      | 首播時间                 |
| -------- | -------- | ------------- | ------------------------ |
| tonton   | 马来西亚 | 2018年3月2日  | 全集上架                 |
| 八度空间 | 马来西亚 | 2018年5月10日 | 星期一至四 21:30 - 22:30 |
| ntv7     | 马来西亚 | 2019年7月9日  | 星期一至五 23:00 - 00:00 |
| Tonton   | 马来西亚 | 2022年12月1日 | 更新一集，重温节目       |

## 故事概要
剧情延续上一季，DOGO侦探社和Mr.X的对决再度开启。
两年前，杜高侦探社（Dogo）和Mr.X经过一场考验胆识、智慧游戏的生死对决后，差点就令杜高侦探社全军覆没，众人心知阴险诡诈的Mr X绝不会就此而善罷甘休，果然不出所料，对方在失踪不久后，就寄来一个新的Sudoku表示将会向众人报复。众人知道Mr.X绝不好惹，在这两年间，无论办案或日常生活，都加倍小心。但时间一天天的过去，Mr.X还是不见声息，对方是洗手不幹，退隐江湖，还是只不過在静待时机，要杀杜高一个措手不及？

## 案件故事

### 珠宝失窃案(1-2)
价值四百万的"光彩之山"即将进行拍摄工作，因此梵雅珠宝公司老板言伟（王鼎 饰演）委托DOGO侦探社担任"光彩之山"的保安工作。DOGO侦探社社长杜月馨（吕爱琼 饰演）以及DOGO侦探社队长韦浩龙（庄仲维 饰演）在会议室向言伟解释当天的路程以及细节，并表明当天DOGO全员将携带配枪，最终决定由梵雅珠宝公司的经理张志华（戴桓鹏 饰演）负责押送珠宝，而DOGO将负责保护。张志华对于DOGO侦探社的安排十分不满，然而言伟却不以为然。到了拍摄当天，一切似乎看似顺利，然而DOGO侦探社探员林启生（吕杨 饰演）却似乎有异样，浩龙让女友兼DOGO侦探社探员陈爱琳（吴俐璇 饰演）上前查看，然而启生却表示没事。
拍摄结束之后，DOGO侦探社顺利将"光彩之山"押送回公司并交予言伟，不料在众人离开之后，言伟竟然把"光彩之山"一手扔进垃圾桶。
深夜里，张志华独自一人到郊外一间废弃的工厂，此时负责拍摄"光彩之山"工作的模特儿Amy（洪紫涵 饰演）突然出现，原来张志华和Amy联合偷取"光彩之山"。就在张志华把酬劳交给Amy时，启生突然出现，原来他一早就已发现Amy的真实身份，并要张志华分一半的酬劳给自己。此时浩龙和爱琳突然出现，识破启生的计谋，启生拿起枪和浩龙与爱琳对质，一声枪响后，浩龙随之倒地……究竟启生是否已变节?浩龙会不会平安无恙?
张志华和Amy趁乱逃离现场，此时一辆神秘的的士出现，直接把张志华载到了警局，原来这一切都是DOGO侦探社所设下的局，目的就是为了找出半年前张志华偷取真正价值四百万的珠宝"梵雅之星"的证据……

### 尸体消失案(3-6)
懂得享受生活的盲人吴乐凡（黄启铭 饰演 ）有着过人的敏锐以及好奇心，在一家出版社担任翻译员，生活十分规律。8月19日当天，乐凡一如往常地下楼倒垃圾，却在途中发现一具没有脉搏的女尸，吓得乐凡连忙跑回家里报警。然而在乐凡报警后，尸体却不翼而飞。警方抵达现场之后告知现场并没有尸体，只有一个人型模特道具。只因乐凡双眼看不见东西，警方坚称是他自己摆了乌龙，直到有一晚乐凡在晚上回家时被人暗中袭击，他更确定这一切不是他自己的幻觉。于是，乐凡找上了DOGO侦探社，委托他们调查此案，但是由于左证太少，而且案件特殊，DOGO侦探社拒绝了他的委托。
梦想成为一名作家的DOGO侦探社探员李奕如（陈子颖 饰演）被主编退稿，于是她把主意打在乐凡这真实案例上，刻意到访取材，被乐凡发现她的来意后怒驱。奕如无奈拉着爱琳和启生要他们帮忙想题材，却无意间发现Facebook一宗女大学生失踪案的少女Ivy陈佩雯（王慧瑜 饰演）和乐凡所描绘的人十分相似。于是，DOGO侦探社接受了乐凡的委托……
爱琳和奕如来到事发地点旁丽玛组屋询问附近的居民，却发现当天是林丹和李宗伟在奥运会的世纪大战，大家都忙着欢呼而没有人听到Ivy的求救声。调查完毕后，正当奕如和爱琳打算离开组屋时，一个花盆从天而降，差点砸中奕如，奕如和爱琳马上上楼追捕但仍被犯人逃走，令众人觉得案件不单纯。另一边厢，启生从Ivy身边的朋友得知Ivy有一好友May（陈碧宁 饰演），并得知Ivy的私生活极乱，只要是能利用的男生她都会主动靠近。
此时，一个叫做Kenny（朱浩仁 饰演）的人主动联络DOGO侦探社，并告知Ivy在当晚来到他的家剪辑短片以作参赛用途。后来，奕如无意间发现一名叫做陈广才（陈昱炜 饰演）的人在偷取货物，两人在争执时广才包里的东西掉了出来，爱琳发现广才身上带着一支刻有Ivy的笔。广才随即逃跑，爱琳和奕如追上，在Kenny的帮助下成功逮捕广才。
广才坦诚自己在非礼Ivy时不小心捂死了她，并承认自己打劫了乐凡。虽然他已认罪，但是尸体却依然未寻获。此时May回国，并发现关键的语音讯息。众人从Ivy和May的聊天记录中发现Ivy最终发送的语音讯息时间点不对，因为May最后收到Ivy的讯息的时间是在Ivy遇害后。乐凡也从Ivy给May的最后语音讯息听出了一些破绽，而乐凡的举动引起了凶手的注意，惹来了杀身之祸。而这一切的矛头都指向了外表斯文老实又有爱心的Kenny……

### 孩童失踪案(7-12)
化妆品推销员周惠玲（罗忆诗 饰演）在丈夫何荣俊去世后独自一人抚养女儿琪琪（黄舒汶 饰演）。这天惠玲因工作忙碌而交待认识才半年的男友阿伦（李永升 饰演）去接琪琪放学，不料琪琪却被人绑架，绑匪要求15万赎金。惠玲无计可施下，只好请求琪琪的姑妈何翠萍（童欣 饰演）帮忙。翠萍担心琪琪的安全，决定按照绑匪的指示交赎金。不料隔天交了赎金后，却依然找不回琪琪。正当两人心力交瘁时，翠萍遇上了刚巧在附近办案的奕如，翠萍曾是奕如的老师。于是，在奕如的建议下，两人先到警局报案，翠萍为了早日找到琪琪，决定委托DOGO侦探社帮忙。
爱琳在调查过程中再次巧遇乐凡，并经乐凡提醒，留意到阿伦的说辞有破绽，众人一致认为当天去接琪琪的阿伦最为可疑，被锁定为第一调查人物。众人想方设法终于进入阿伦家内，可惜毫无所获。与此同时，Madam D为了减轻DOGO各成员的工作量，最终决定聘请乐凡加入侦探社。而在一次圣诞派对上，乐凡无意间让爱琳现了失踪案的重要线索。爱琳与启生再次造访阿伦的母亲李婶，打探出阿伦的旧居，并在旧居发现了琪琪的珠链，爱琳因此被神秘人偷袭。爱琳最后顺利击退神秘人，并从神秘人身上抓下了关键的证物。阿伦因为爱琳的举证，最终落网。阿伦坦诚自己因为黑道老大顺哥怀疑自己连合外人吃了一批货，掳走他的母亲后被顺哥威胁交出15万，逼于无奈下只好自导自演绑架琪琪。可是阿伦却称在收到赎金后已经放了琪琪在附近的公园，可是琪琪的下落仍无从得知。
众人猜测琪琪可能惨遭贩卖儿童集团的人拐走，Madam D从网上看到一则器官贩子的广告，决定引蛇出洞找寻线索，不料对方是老江湖，约见面却迟迟不现身，其实是暗地里到医院查资料，幸得Madam D机警，反跟踪对方，成功将对方逮捕，却依旧没发现琪琪的下落。与此同时，翠萍到DOGO侦探社向Madam D终止调查，众人不解为何翠萍为何会终止调查，后来在一次偶然下，爱琳和奕如发现翠萍家有异状，又看见她在大量购买童装，对她起疑心，而此时，他们也发现琪琪竟然出现在翠萍家老佣人桃姐的家中

### 名画争夺案(13-18)
漂亮少女Chloe（狄妃 饰演）为了完成母亲林燕萍的遗愿，于是找上了DOGO侦探社，委托他们寻找生父刘丹桂。DOGO侦探社凭着一张合照和一些旧信件找到了以往工厂的老员工和林燕萍昔日好友刘佩玲（林奕廷 饰演）。在佩玲的帮助下，DOGO找到了目标人物----画廊老板刘正心（温绍平 饰演）。正当众人以为父女重逢会上演感人画面时，正心却当面揭穿Chloe的身份……

### 绝地复仇案(19-20)
Madam D因身在外国的女儿郭杏纹得了盲肠炎而飞往墨尔本探望她。在回国的当天，爱琳提议在家吃火锅，顺便庆祝Madam D回国。不料当晚只见行李不见Madam D。众人觉得奇怪，四处寻找后发现Madam D走到资源回收站就失踪了，现场的CCTV更刻意被人用毛巾遮盖。众人怀疑Madam D遭人寻仇而被绑架。浩龙听闻Madam D失踪，也立刻从国外赶回来，然而他们不知道，这一次要被对付的，不仅仅是Madam D一人，而是整个DOGO侦探社……

## 演员阵容

### DOGO侦探社
| 演员   | 角色   | 介绍 |
| 吕爱琼 | 杜月馨 | 犯罪心理学专家 Madam D DOGO侦探社社长 韦浩龙、林启生、李奕如、吴乐凡之老板 陈爱琳之养母兼老板 郭杏纹之母 于第9集聘请吴乐凡 于第11集到警局保释周惠玲 参见绝地复仇案(17-20) |
| 庄仲维 | 韦浩龙 | 语言行为学家 DOGO侦探社探员 杜月馨之下属 陈爱琳之男友 韦浩明之弟弟 卢慧璇之青梅竹马 于第3集到英国深造犯罪心理学 于第18集因听闻杜月馨失踪而回国调查 (特別演出第1-3,16(聲演),18-20集) 参见绝地复仇案(17-20) |
| 吴俐璇 | 陈爱琳 | 情报收集达人 DOGO侦探社探员 陈东成之女 杜月馨之养女兼下属 韦浩龙之女友 林启生、李奕如、郭杏雯之好友 吴乐凡之好友，并被其暗恋 卢慧璇之情敌 于第9集被李伟伦袭击，后靠防狼喷雾器击退其 参见绝地复仇案(17-20) |
| 吕志勤 | 林启生 | 解密开锁专家 DOGO侦探社探员 杜月馨之下属 韦浩龙、陈爱琳、吴乐凡之好友 李奕如之欢喜冤家 刘文心之学长，与其有感情线 参见绝地复仇案(17-20) |
| 陈子颖 | 李奕如 | 侦探社小妹 DOGO侦探社探员 自认韦浩龙为其师父 陈爱琳、吴乐凡之好友 林启生之欢喜冤家 梦想成为一名作家，然而却一直被退稿 参见绝地复仇案(17-20) |
| 黄启铭 | 吴乐凡 | 盲探 DOGO侦探社员工 在15岁那年发生车祸，父母在车祸中逝世，而自己存活下来却双眼失明，后因动手术而重见光明 杜月馨之下属 韦浩龙之情敌 陈爱琳之好友，并暗恋其 林启生、李奕如之好友 于第5集进行眼角膜移植手术 于第6集重见光明 于第9集正式加入DOGO侦探社 于第20集因视网膜脱落而再次失明，并决定离开DOGO侦探社 参见尸体消失案(3-7) 参见绝地复仇案(17-20) |

### 珠宝失窃案(1-2)
| 演员   | 角色   | 介绍 |
| 戴桓鹏 | 张志华 | 梵雅珠宝公司之创办人之一，曾离开公司，后为公司之经理 当初因公司成立了不久后便陷入困境，在撑了3年后他心灰意冷，决定放弃这盘生意并把所有股份都转售予言伟 言伟之下属兼好友 曾指使Amy偷取价值超过四百万的珠宝“梵雅之星” 负责策划布局，让Amy可以利用拍摄现场的灯光及环境偷龙转凤 于第1集再度指使Amy偷取价值四百万的珠宝“光彩之山”，并在事后给予10万酬劳 于第1集被林启生发现其布局 于第2集被逮捕 |
| 洪紫涵 | Amy    | 本名陈晓青 模特儿 曾是著名魔术师David Wu的魔术助理 曾被张志华指使偷取价值超过四百万的珠宝“梵雅之星” 负责出手调换珠宝，利用拍摄的灯光和环境偷龙转凤 在拍摄背影时转身用手遮盖着脖子并趁机脱下项链让项链溜进衣服里，再从衣服里拿出假的项链替换 于第1集被张志华指使偷取价值四百万的“光彩之山”，事后给予10万酬劳 于第1集被林启生发现其身份及计谋                                                |
| 王鼎   | 言伟   | 梵雅珠宝公司之创办人 张志华之老板兼好友 当初公司陷入困境之后依然坚持守住生意，并收购已经决定放弃的张志华的股份，结果公司最终成功渡过难关 因为得知张志华生意失败而念在旧情聘请他回来公司当经理 早已得知张志华监守自盗，偷取“梵雅之星” 于第1集委托DOGO侦探社保护珠宝“光彩之山” |

### 尸体消失案(3-7)
| 演员   | 角色            | 介绍 |
| 朱浩仁 | 郑元峰（Kenny） | 阿峰 杀害Ivy的真凶 在8月19日当天替Ivy免费剪接video 暗恋Ivy，因Ivy行为上较主动而误以为Ivy喜欢自己，在剪接video时从后面环抱其而被其羞辱 为了归还Ivy随身碟和手机而追了上去，见到Ivy晕倒而把她摇醒，没想到Ivy突然苏醒并大喊救命，为阻止其大喊而而意外将其捂死，还没来得及处理Ivy的尸体就被吴乐凡发现，在吴乐凡离开后就把尸体移走换上人体模型在原先的位置，后将Ivy弃尸于山上 为制造假象而替已死亡的Ivy回复May的讯息，并通过她们俩之前的语音信息里剪接出"Sorry啊，刚刚在忙剪接，没空回复你"，并发送予May 于第3集误杀Ivy，后将其埋起来弃尸 于第4集为避免嫌疑而找上DOGO侦探社假意提供线索 于第5集协作陈爱琳和李奕如逮捕陈广才 于第6集用刀袭击吴乐凡，后被其制服 于第6集被逮捕 于第7集被警方以误杀罪起诉 |
| 陈昱炜 | 陈广才          | 抢匪，专以偷窃和打劫为生 因偷窃和抢劫而留有案底 于第3集非礼Ivy时与其起了争执，在争执时误将其弄晕而误以为自己杀害Ivy 于第3集袭击吴乐凡，并打抢其 于第4集为阻止DOGO侦探社调查而从高空抛下花盆企图袭击李奕如和陈爱琳 于第4集被陈爱琳发现其身上带着刻有"Ivy"的笔而曝露身份 于第5集被逮捕 |
| 黄启铭 | 吴乐凡          | 失明人士 于第3集在下楼倒垃圾的时候摸到Ivy的尸体，后发现不见而委托DOGO侦探社查证 于第3集遭陈广才袭击和打劫 于第5集发现Ivy的留言讯息有问题 于第6集遭Kenny用刀袭击，后靠着黑暗的环境成功制服其 |
| 王慧瑜 | 陈佩雯（Ivy）   | 22岁，善于交际，为了可以找人免费剪接video来参加模特儿选秀而找上Kenny帮忙，在8月19日当天到Kenny家剪接video后失踪 主动传送自己性感的照片予Kenny而令其误会自己喜欢他，后被其环抱后羞辱其 于第3集被陈广才非礼，在挣扎时被其弄晕，后被Kenny唤醒，误以为Kenny要对自己不利而大喊，在过程中意外被Kenny捂住嘴巴窒息而死 |
| 陈碧宁 | May             | Ivy之好友 于第5集回国后提供线索予DOGO侦探社 |

### 孩童失踪案(7-12)
| 演员   | 角色   | 介绍 |
| 罗忆诗 | 周惠玲 | 何荣俊之妻 何美琪之母亲 何翠萍之弟媳，并与其不和 李伟伦之女友 表面上对女儿非常凶实际上非常疼爱女儿 因工作繁忙而交代李伟伦帮忙接何美琪放学，间接导致何美琪被绑架 于第7集和何翠萍商量后决定交赎金 于第8集决定报警 于第11集因何美琪失踪而精神恍惚误将客户的女儿当成何美琪而被控告拐带，后被杜月馨保释 |
| 童欣   | 何翠萍 | 阿萍、老姑婆 自私，铁石心肠 周惠玲之大姑 何美琪之姑妈 李奕如之恩师 于第7集为救何美琪而决定交赎金 于第8集报警并委托DOGO侦探社寻求何美琪的下落 于第11集发现桃姐隐藏何美琪，因此被迫终止DOGO侦探社的调查 知道了何美琪的下落并隐瞒起来想把何美琪占为己有                                               |
| 李永升 | 李伟伦 | 阿伦 周惠玲之男友 自导自演绑架何美琪 于第7集自导自演绑架何美琪，并勒索周惠玲及何翠萍15万 于第8集喂何美琪吃安眠药后把她遗弃在公园 于第9集为阻止DOGO侦探社调查而袭击陈爱琳，后反被其用防狼器喷射 于第10集被逮捕                                                                                      |
| 黄舒汶 | 何美琪 | 琪琪 何荣俊、周惠玲之女儿 何翠萍之侄女 于第7集被阿伦绑架 于第8集被李伟伦喂安眠药而昏睡并遗弃在公园 于第8集失踪，实则被桃姐带回家中 于第12集误以为大人不要她而不跟周惠玲回家 |
| 郭茵茵 | 桃姐   | 何家之帮佣 与周惠玲不和 于第8集在公园发现何美琪并把她带回家 于第11集被何翠萍发现其隐藏何美琪 |
| 余玉萍 | 李婶   | 李伟伦之母亲 于第7集被顺哥绑架 |
| 周发耀 | 许有顺 | 顺哥 黑道 于第7集因怀疑李伟伦私吞货物而绑架李婶 于第11集被逮捕 |
|        | 何荣俊 | 何翠萍之弟弟 周惠玲之亡夫 何美琪之父亲 已逝世 |

### 名画争夺案(13-18)
| 演员   | 角色   | 介绍 |
| 狄妃   | 刘文心 | Chloe 刘正心、林燕萍之亲生女儿 刘佩玲之养女，并被其利用 林启生之童年玩伴 于第13集委托DOGO侦探社寻找其父亲 于第15集与刘正心相认 |
| 林奕廷 | 刘佩玲 | 本名刘依兰 爱心孤儿院主任 曾是百花门门人 Chloe之养母，并利用其 刘正心之师姐兼宿敌 于24年前得知师父将价值千万美金的债券藏入他让刘正心带走的丹桂画里，为抢夺债券而利用刘文心接近其 于第16集与刘正心碰面 于第17集因发现画里没有藏有债券而大受打击变得疯癫 |
| 温绍平 | 刘正心 | 本名刘丹桂 曾是百花门门人 刘文心之亲生父亲 张淑敏之丈夫 刘佩玲之师弟 林燕萍之旧情人 于第14集委托DOGO侦探社劝服刘文心与其验DNA 于第15集与刘文心相认 于第16集与刘佩玲碰面                                                                                |
|        | 林燕萍 | 林广生之女儿 刘文心之亲生母亲 刘正心之旧情人，并被其利用 刘佩玲之好友 于24年前在诞下刘文心的过程中因难产而逝世 |
| 王骏   | 刘药菊 | 百花门之创办人 刘正心、刘佩玲之师父 |
|        | 张淑敏 | 刘正心之妻子 鼓励刘正心与刘文心相认 |

### 绝地复仇案(18-20)
| 演员           | 角色           | 介绍 |
| 陈峰(整容前)   | 邱添胜（Mr.X） | 拾荒者 假扮拾荒者接近DOGO侦探社 两年前被DOGO侦探社捣破其洗黑钱集团而向DOGO侦探社报复 于两年前发送Sudoku暗示自己将会报复 于第16集开始监视DOGO侦探社 于第18集假装偶遇吴乐凡，并偷走其刻有"W"的手环 于第18集电晕杜月馨并绑架其，并在案发现场留下吴乐凡刻有"W"的手环借此混乱众人 于第19集禁锢李奕如 于第19集把定时炸弹套在杜月馨及李奕如身上 于第20集炸死杜月馨 于第20集被韦浩龙等人发现其身份，在逃脱的过程中被货车撞死 |
| 陈沛兴(整容后) | 邱添胜（Mr.X） | 拾荒者 假扮拾荒者接近DOGO侦探社 两年前被DOGO侦探社捣破其洗黑钱集团而向DOGO侦探社报复 于两年前发送Sudoku暗示自己将会报复 于第16集开始监视DOGO侦探社 于第18集假装偶遇吴乐凡，并偷走其刻有"W"的手环 于第18集电晕杜月馨并绑架其，并在案发现场留下吴乐凡刻有"W"的手环借此混乱众人 于第19集禁锢李奕如 于第19集把定时炸弹套在杜月馨及李奕如身上 于第20集炸死杜月馨 于第20集被韦浩龙等人发现其身份，在逃脱的过程中被货车撞死 |
| 吕爱琼         | 杜月馨         | Madam D DOGO侦探社社长 于两年前成功捣破邱添胜之洗黑钱集团而被对方怀恨在心并被其报复 于第18集被邱添胜绑架 于第19集尝试逃跑，后失败并被邱添胜打晕 于第19集被邱添胜套上定时炸弹 于第20集为了救李奕如而牺牲自己，最终被Mr.X炸死 |
| 陈子颖         | 李奕如         | DOGO侦探社员工 于第19集载邱添胜回废车场时发现杜月馨而被邱添胜禁锢 于第19集被邱添胜套上炸弹 于第20集在密室留下线索，最终获救 |
| 庄仲维         | 韦浩龙         | DOGO侦探社员工 于第18集听闻杜月馨失踪而回国调查 于第19集开始怀疑吴乐凡为内鬼 于第20集凭着李奕如留在密室里的线索而发现其行踪，并成功解救其 |
| 吴俐璇         | 陈爱琳         | DOGO侦探社员工 于第19集在杜月馨失踪地点发现刻着“W”的手环而开始怀疑吴乐凡 于第19集将此事告知韦浩龙，并与其跟踪吴乐凡 于第20集成功解救李奕如 |
| 黄启铭         | 吴乐凡         | DOGO侦探社员工 于第17集遇见邱添胜，并被其偷走自己刻有"W"的手环 于第19集开始被韦浩龙及陈爱琳怀疑是内鬼，并被他们跟踪 于第20集为救陈爱琳而被Mr.X用铁锤重击，因此导致视网膜脱落而再次失明 |
| 吕志勤         | 林启生         | DOGO侦探社员工 于第20集成功解救李奕如 |

### 其他演员
| 演员   | 角色   | 介绍                                                          |
| 林燕玲 | 韦浩明 | 韦浩龙之姐姐 于20年前在回家途中被人杀害，而凶手正是陈爱琳之父 |
| 张咏华 | 陈东成 | 陈爱琳之父 杀害韦浩明之真凶 已逝世                            |
| 杨雁威 | Paul   | 督察 杜月馨之好友                                             |
| 吴胤婷 | 卢慧璇 | 韦浩龙之青梅竹马 陈爱琳之情敌                                 |
| 林静苗 | 培姐   | 吴乐凡工作的出版社之社长                                      |
| 陈鸿   | 永泰   | 李淑慧之夫 林启生之继父                                       |
| 释福如 | 李淑慧 | 永泰之妻 林启生之母亲                                         |

## 书籍
为配合《假面II》播映，马来西亚红蜻蜓出版社于2018年5月23日推出由王元改编的同名电视剧小说《假面II》。

## 轶事
- 此剧为庄仲维以ntv7星10大的身份拍摄的最后一部剧集。
- 此剧为吴俐璇、吕杨在离开ntv7星10大之后首部拍摄的剧集。
- 此剧为2018年八度空间收视率最高的华语电视剧，在第四集播出时共录得12.5的高收视率，全国约有70万人同步收看。
- 此剧收视率为八度空间近3年来最高收视率电视剧之一，仅次于2017年八度空间电视剧《逆光成长》。

## 电视节目的变迁
| 马来西亚 八度空间 原创强档 星期一至四 21:30 - 22:30                                                                         | 马来西亚 八度空间 原创强档 星期一至四 21:30 - 22:30 | 马来西亚 八度空间 原创强档 星期一至四 21:30 - 22:30         |
| --- | --------------------------------------------------- | ----------------------------------------------------------- |
| | 假面II （2018年5月10日—2018年6月13日）              |                                                             |
| 入侵者 （2018年4月3日—2018年5月7日）                                                                                        | 最强岳母 （2018年6月14日—2018年7月25日）            |                                                             |
| 优6剧场 星期一至五 18:00 - 18:58 11月6日 暂停播映 11月4日 17:50 - 18:07、18:23 - 18:58 11月5日 17:55 - 18:09、18:23 - 18:58 |                                                     |                                                             |
| 爱屋吉屋（重播） （2020年9月23日 - 2020年11月3日）                                                                          | 假面II（重播） （2020年11月4日 — 2020年12月1日）    | 开餐吧！吃货小妹（重播） （2020年12月2日 — 2020年12月31日） |

| 马来西亚 ntv7 （重播）星期一至五 23:00 - 00:00      | 马来西亚 ntv7 （重播）星期一至五 23:00 - 00:00          | 马来西亚 ntv7 （重播）星期一至五 23:00 - 00:00 |
| --------------------------------------------------- | ------------------------------------------------------- | ---------------------------------------------- |
|                                                     | 假面II （2019年7月9日 - 2019年8月5日） P13              |                                                |
| 守百年之约 （重播） （2019年6月3日 - 2019年7月8日） | 我的非一般岳母 （重播） （2019年8月6日 - 2019年9月2日） |                                                |